# Geschminkte Jugend (1960)
Geschminkte Jugend (1960/1988) bzw. Die Nacht am See (1963) ist ein 1960 entstandenes, deutsches Spielfilmdrama von Max Nosseck mit Christian Wolff und Christian Doermer in den Hauptrollen.
Dem Film liegt die „Steglitzer Schülertragödie“ aus dem Jahr 1927 zugrunde.

## Handlung
Die Geschichte der „Steglitzer Schülertragödie“, die 1927 Berlin und das ganze Reich erschütterte, wurde in das Berlin des Jahres 1960 verlegt.
Christian ist ein junger Mann, der sich dem vermeintlich haltlosen Leben seiner Altersgenossen nicht mehr weiter anschließen will. Es handelt sich dabei um eine Clique von vier West-Berliner Jugendlichen, allesamt Kinder aus so genannten „besseren Kreisen“, ausgestattet mit einem ein sorgenfreies Leben verheißenden Motorroller oder VW-Käfer-Cabrio und Eltern, die am Wannsee ein Wochenendhaus ihr Eigen nennen. Der grüblerische Christian ist jedoch anders, er lehnt diese Art oberflächlichen, hedonistischen Daseins an und zieht sich daher immer stärker in sich zurück. Endgültig verraten glaubt sich Christian, als sein einziger Freund Robert mit seiner Schwester Helga anbandelt.
Während Robert mehr für das Mädchen empfindet, ist diese Annäherung für Helga, die ein Leben in Luxus nicht missen möchte, kaum mehr als ein harmloser, flüchtiger Flirt. Es kommt zu heftigen Auseinandersetzungen, nach denen Christian allmählich beginnt, sich wieder seiner Umwelt und den Freunden aus der Clique zu öffnen. Doch die so genannten „Freunde“ erweisen sich nicht als solche, und Christian, nun endgültig zutiefst verwirrt und sich in seiner Existenz haltlos fühlend, greift zu einer Waffe und begeht eine Verzweiflungstat: Er erschießt sich.

## Produktionsnotizen
Geschminkte Jugend, kein 1:1-Remake des gleichnamigen Films von 1928/29, entstand 1960 und wurde in dieser Fassung von der Freiwilligen Selbstkontrolle (FSK) nicht freigegeben. Daraufhin zog der Produzent den Streifen zurück und ließ ihn von den Regisseuren Klingler und Thouet überarbeiten. In deren gekürzter Fassung hieß Geschminkte Jugend nunmehr Die Nacht am See und wurde am 29. November 1963 für Erwachsene ab 18 in die Kinos gebracht. Die Originalfassung von Geschminkte Jugend wurde erst am 31. Januar 1988 uraufgeführt. Zum Thema der Steglitzer Schülertragödie entstand 2004 ebenfalls der Film Was nützt die Liebe in Gedanken.
Die Filmbauten entwarfen Emil Hasler und Oskar Pietsch.

## Kritik
In „Filme 1962-1964“ war zu lesen: „Deutscher Pseudoproblemfilm, dessen klägliches Unvermögen fast noch mehr verdrießt als seine spekulative Erotik.“